# マクロミル
株式会社マクロミル（英: MACROMILL, INC.）は、東京都港区に本社を置き、マーケティングコンサルティング、マーケティングリサーチを行う日本の企業。

## 概要
杉本哲哉が2000年に「株式会社マクロミル・ドット・コム」として設立した。その後、ベンチャーキャピタルによる買収などを経て、現在の法人は3代目にあたる。
顧客企業のマーケティング活動支援のためのサービスやソリューションを提供する。独自に構築した国内130万人超の消費者パネルから様々なデータを取得して顧客企業に提供している。自社で保有する国内130万人を超える大規模な消費者パネルから、アンケートを通じた意識データや、様々な行動データ（購買情報・EC購買情報、広告接触履歴、インターネット・アクセス・ログ、位置情報など）、生体情報データ（心拍、脳波、視線など）を取得。それらの多様なデータを、属性データ（性別、年齢、居住地など）と紐づけて一元的に管理・提供することで、顧客企業のマーケティング活動を支援する。
国内No.1のシェアを持つネットリサーチをはじめ、デジタルマーケティングリサーチや、データコンサルティングデータ利活用支援（データ利活用支援）などに強みを持つ。
同2001年、現社名に変更した。社名は世の中を表す「macro」と機会にかけるを意味する「mill」・日本語の「見る」をかけたものとし、現行のロゴマークは2017年より使用されコーポレートカラーの青色をの配色で「顧客の進むべき方向を作り出す」「広いエリアに成長する」といった思いを込め直角の矢印を4つ組み合わせたものとしロゴタイプは大文字としている。また旧ロゴマークは小文字のmの左に目玉のような突起を付け有機的な印象や温かみと面白みのあるイメージをアピールするものとし、下部に青色・上部を紺色のグラデーションで小文字のロゴタイプとした。

## 沿革
- 2000年（平成12年）1月 - 株式会社マクロミル・ドット・コム設立。
- 2001年（平成13年）12月 - 株式会社マクロミル（初代）に商号変更
- 2004年（平成16年）
  - 1月 - 東京証券取引所マザーズ上場。
  - 2月 - 関西支店設立。
- 2005年（平成27年）
  - 4月 - 東京証券取引所市場第一部に市場変更。
  - 7月 - 社団法人日本経済団体連合会に加盟。
- 2010年（平成22年）8月 - ヤフー（現・Zホールディングス）が保有するヤフーバリューインサイト株式会社のマーケティング・リサーチ事業を会社分割（吸収分割）により承継。
- 2012年（平成24年）2月 - 韓国のEMBRAIN Co., Ltd.（現・マクロミルエムブレイン）の株式の51%を取得し、子会社化
- 2013年（平成25年）
  - 11月 - ベインキャピタル、株式会社BCJ-11及びその100％子会社である株式会社BCJ-12の設立[4]。
  - 12月 - 電通から株式会社電通マーケティングインサイト（現・電通マクロミルインサイト）の株式の51%を取得し、子会社化。
- 2014年（平成26年）
  - 4月 - 上場廃止。
  - 7月 - 株式会社BCJ-12が株式会社マクロミル（初代）を吸収合併[5]し、株式会社マクロミル（2代）に商号変更。
  - 10月 - 蘭MetrixLab Holdings B.V.の株式の100%を取得し、子会社化。
- 2015年（平成27年）8月 - 株式会社BCJ-11を株式会社マクロミルホールディングスに商号変更。
- 2016年（平成28年）6月 - マクロミルホールディングスがマクロミル（2代）を吸収合併し、株式会社マクロミル（3代）に商号変更[5]
- 2017年（平成29年）3月 - 東京証券取引所第一部に再上場[6]。
- 2018年（平成30年）7月 – 博報堂から株式会社東京サーベイ・リサーチ（現・H.M.マーケティングリサーチ）の株式の51%を取得し、子会社化。
- 2020年（令和2年）
  - 1月 - マクロミル・コンソーシアム設立。
  - 7月 - 海外子会社マクロミルエムブレイン（韓国）がコスダック市場へ新規上場[7][8]。
- 2021年（令和3年）7月 - グループビジョンを刷新。
- 2025年（令和7年）
  - 3月 - CVCファンド傘下のTJ1株式会社が株式公開買付けを実施し66.19%の株式を取得[9]。
  - 6月 - 東京証券取引所プライム市場上場廃止。株式併合によりTJ1株式会社の完全子会社となる[1]。

## アクセス
本社
〒108-0075 東京都港区港南2-16-1 品川イーストワンタワー 11F
- JR品川駅　改札より徒歩5分　港南口（東口）より徒歩2分
- 京急線品川駅　改札より徒歩8分

その他の支店
企業サイト

## グループ会社
- 株式会社電通マクロミルインサイト
- 株式会社H.M.マーケティングリサーチ
- 株式会社エムキューブ
- 株式会社マクロミルケアネット
- 株式会社センタン
- 株式会社マクロミル・サウスイーストアジア
- Macromill Embrain Co., Ltd.（韓国）
- MetrixLab B.V.（本社：オランダ）
- Oxyme B.V.（オランダ）
- Precision Sample, LLC（アメリカ、インド）